# SciTE

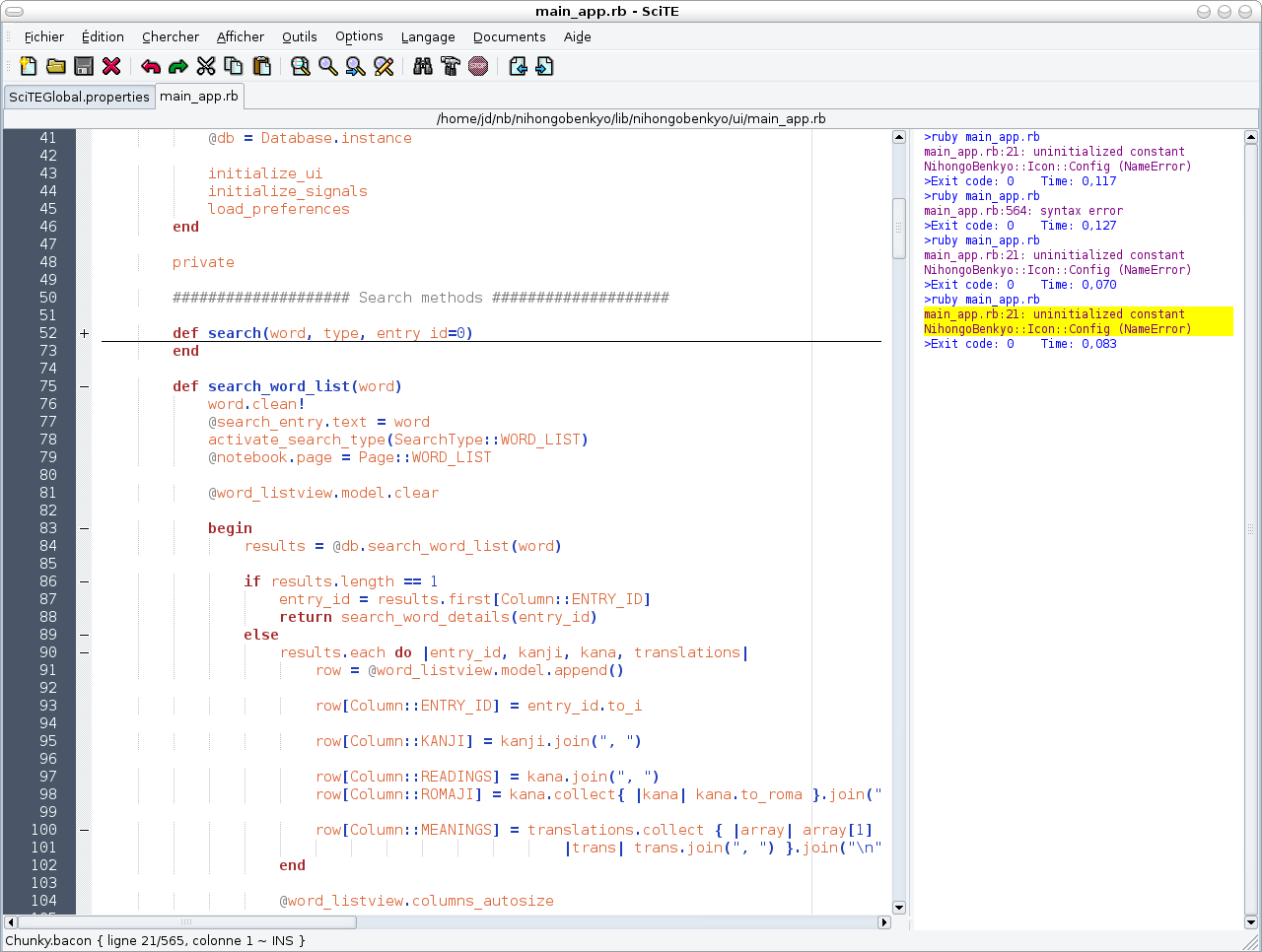
Editor SciTE no Ubuntu Hoary. Ilustrar propriedades do usuário (destaque de código, ferramentas) no SciTE no GNU/Linux

SciTE é uma sigla para "Editor de texto baseado no Scintilla" (SCIntilla based Text Editor)
Foi construído originalmente como uma demonstração para o Scintilla,e dispõe de diversas facilidades para desenvolvedores, como marcação de sintaxe, integração com compiladores. É programável internamente usando a linguagem Lua.